# El País de las Tentaciones
El País de las Tentaciones, también conocido como Tentaciones a secas, es un suplemento adolescente-juvenil digital de El País. 
Comenzó con este nombre vendiéndose junto con el diario los viernes (el primer número salió el 29 de octubre de 1993), y llegó a obtener cierta fama de biblia de la modernidad y las tendencias juveniles. Contenía artículos ligeros sobre cine, música y cultura juvenil en general, y ayudó a popularizar a dibujantes de cómics como José Luis Ágreda, Calpurnio (padre de Cuttlas), Jordi Costa y Mauro Entrialgo (padre de Alter Rollo).
También realizó una notable cobertura de lo que se denominó el "sonido Seattle" o "grunge", hasta el punto de publicar, en 1994, poco después del suicidio de Kurt Cobain, un dossier con el relato de los últimos días de vida del líder del grupo Nirvana.
En 2003 fue substituido por el suplemento EP[3], que venía a ser lo mismo pero con otro nombre y un diseño renovado. En septiembre de 2011 el periódico anunció que recuperaba el nombre de Tentaciones y que "migra hacia la Red para llegar con más facilidad al público joven, activo usuario de las nuevas tecnologías".